# Повечерие
Повече́рие, у старообрядцев па́вечерница (греч. Απόδειπνον — «после ве́чери, то есть, после ужина») — в византийском обряде ежедневное чинопоследование богослужения суточного круга, совершаемое в храме или в келлиях в дни, определённые Типиконом. Повечерие может быть или великим, или малым, у старообрядцев сохранилось также среднее. Последование и великого, и малого повечeрий находится в самом конце современного Часослова, который чаще издаётся отдельной книжицей, но является также второй частью Следованной Псалтири.
По современной приходской практике Русской православной церкви повечерие совершается очень редко: в понедельник, вторник, среду и четверток Первой седмицы Великого поста, ради чтения Великого покаянного канона преподобного Андрея Критского, а также на всенощном бдении Рождества Христова, Богоявления и иногда Благовещения. В некоторых православных монастырях повечерие совершается значительно чаще, и даже ежедневно. Для большинства же православных христиан вместо повечерия предлагаются Молитвы на сон грядущим.
В латинском обряде аналогом повечерия является служба комплето́рий (completorium), которая включает определённый гимн (Te lucis ante terminum), несколько псалмов (варьируются в зависимости от дня недели), Песнь Симеона («Ныне отпускаешь») и завершающую молитву.

## Великое повечерие

### Порядок совершения Великого повечерия

#### Первая часть
- Начальные молитвы
- Чтец произносит: «Господи, помилуй»[3] (12 раз), «Сла́ва Отцу́ и Сы́ну и Свято́му Ду́ху, и ны́не и при́сно и во ве́ки веко́в. Ами́нь.»

1. «Прииди́те, поклони́мся Царе́ви на́шему Бо́гу.» При этих словах каждый присутствующий в храме совершает на себе крестное знамение с поясным поклоном
2. «Прииди́те, поклони́мся и припаде́м Христу́, Царе́ви на́шему Бо́гу.» — второй поклон
3. «Прииди́те, поклони́мся и припаде́м Самому́ Христу́, Царе́ви и Бо́гу на́шему.» — третий поклон

- С понедельника по четверг первой седмицы Великого поста, в этом месте Великого повечерия, читается псалом 69: «Бо́же, в по́мощь мою́ вонми́…» с пением Великого покаянного канона преподобного Андрея критского. В остальных случаях чтец произносит:

1. Псалом 4: «Внегда́ призва́ти ми, услы́ша мя Бог пра́вды моея́…», псалом 6: «Го́споди, да не я́ростию твое́ю обличи́ши мене́…», псалом 12: «Доко́ле, Го́споди, забу́деши мя до конца́…», Сла́ва… И ны́не…, Аллилуйя (трижды), «Го́споди, поми́луй» (трижды), Сла́ва… И ны́не…,
2. Псалом 24: «К Тебе́, Го́споди, воздвиго́х ду́шу мою́…», псалом 30: «На Тя, Го́споди, упова́х, да не постыжу́ся во век…», Псалом 90: «Живы́й в По́мощи Вы́шняго, в кро́ве Бо́га Небе́снаго водвори́тся…», Сла́ва… И ны́не…, Аллилу́иа (трижды), «Го́споди, по́милуй» (трижды), Сла́ва… И ны́не…

- Хор поёт:

С на́ми Бог, разуме́йте язы́цы, / и покаря́йтеся: / Я́ко с на́ми Бог.
И стихи: Исаия. 8:9-10. От др.-греч. μεθ'ἡμῶν [мефимо́н] — «С нами Бог!» иногда всё великое повечерие называют «Ефимо́ном».
- Далее поются три тропаря: «День преше́д…»
- «Безпло́тное естество́ херуви́мское…» — согласно Часослову должны петь все певцы: «Вку́пе два ли́ка». Однако в приходской практике Русской православной церкви эту молитву произносит чтец, как и произносимый за ней «ни́зким гла́сом» Никео-Цареградский Символ веры: «Ве́рую во Еди́наго Бо́га Отца́ Вседержи́теля…»
- В Великий пост священник выходит на амвон, где творит запевы с земными поклонами:

Пресвята́я Влады́чице Богоро́дице, моли́ о нас гре́шных
Хор повторяет повторяет запевы за священником… В праздники запевов нет
- Чтец: «Первое» Трисвятое по «Отче наш»
- Возглас священника: «Я́ко Твое́ есть Ца́рство…»
- Хор: «Ами́нь» и тропари:

1. В понедельник и в среду вечера: «Просвети́ о́чи мои́ Христе́ Бо́же…» «Сла́ва…» «Засту́пник души́ моея́ бу́ди Бо́же…» «И ны́не…» «Я́ко не и́мамы дерзнове́ния…»
2. Во вторник и четверг вечера: «Неви́димых враг мои́х неусыпа́ние ве́си Го́споди…» «При́зри и услы́ши мя Го́споди Бо́же мой.» «Я́ко стра́шен Суд Твой Го́споди…» «Сла́ва…» «Сле́зы ми даждь Бо́же…» «И ны́не…» «Непосты́дную, Богоро́дице, наде́жду Твою́ име́я…»
3. В Рождество и Богоявление вместо этих тропарей зажигается свет во всём храме, отверзаются Царские врата и торжественно поётся тропарь праздника, после чего врата затворяются

- Чтец: «Го́споди, поми́луй» (40 раз), «Сла́ва… И ны́не…», «Честне́йшую херуви́м…», «И́менем Госпо́дним благослови́, о́тче»
- Иерей: «Моли́твами святы́х оте́ц на́ших…»
- Чтец: «Го́споди Го́споди, избавле́й нас от вся́кия стрелы́, летя́щия во дни…»

#### Вторая часть
- Чтец: «Прииди́те, поклони́мся…» (трижды), Псалом 50: «Поми́луй мя Бо́же…», псалом 101: «Го́споди, услы́ши моли́тву мою́, и вопль мой к Тебе́ да прии́дет…», молитва Манасси́и, царя иудейского, когда он содержался в плену в Вавилоне: «Го́споди, Вседержи́телю, Бо́же оте́ц на́ших…» (2Пар. 36:23). «Второе» Трисвято́е: по «О́тче наш».
- Возглас священника: «Я́ко Твое́ есть Ца́рство…». Чтец: «Ами́нь!»
- Хор:

Поми́луй нас, Го́споди, поми́луй нас; вся́каго бо отве́та недоуме́юще, сию́ Ти моли́тву я́ко Влады́це, гре́шнии прино́сим: поми́луй нас.
Сла́ва: Го́споди, поми́луй нас, на Тя бо упова́хом; не прогне́вайся на ны зело́, ниже́ помяни́ беззако́ний на́ших, но при́зри и ны́не я́ко благоутро́бен, и изба́ви ны от враг на́ших; Ты бо еси́ Бог наш, и мы лю́дие Твои́, вси дела́ руку́ Твое́ю, и и́мя Твое́ призыва́ем.

И ны́не: Милосе́рдия две́ри отве́рзи нам, благослове́нная Богоро́дице, наде́ющиися на Тя да не поги́бнем, но да изба́вимся Тобо́ю от бед: Ты бо еси́ спасе́ние ро́да христиа́нскаго.
В Рождество и Богоявление зажигается свет во всём храме, отверзаются Царские врата и празднично поётся кондак праздника, после чего врата затворяются
- Чтец: «Го́споди, поми́луй» (40 раз), «Сла́ва… И ны́не…» «Честне́йшую херуви́м…» «И́менем Госпо́дним благослови́, о́тче»
- Иерей: «Моли́твами святы́х оте́ц на́ших…»
- Чтец: «Влады́ко Бо́же О́тче Вседержи́телю…»

#### Третья часть
- Чтец: «Прииди́те, поклони́мся…» (трижды), псалом 69: «Бо́же, в по́мощь мою́ вонми́…»[9], псалом 142: «Го́споди, услы́ши моли́тву мою́, внуши́ моле́ние мое́ во И́стине Твое́й…», всено́щное славословие, «Сподо́би Го́споди в нощь сию́ без греха́ сохрани́тися нам…»

1. На всенощном бдении праздников Рождества Христова, Богоявления и Благовещения в этом месте Великое повечерие оканчивается, после чего следует Лития.
2. В дни Великого поста в этом же месте Великого повечерия могут вставляться каноны Богородице (или заупокойный) из Октоиха и святому (чаще с другого дня) из Минеи со стихирами и тропарём, после которых — «Достойно есть»

- «Третье» Трисвятое по «О́тче наш». Возглас священника: «Я́ко Твое́ есть Ца́рство…»
- Хор поёт «велегла́сно и ко́сно» (громко и медленно):

Го́споди сил, с на́ми бу́ди, ино́го бо ра́зве Тебе́ помо́щника в ско́рбех не и́мамы: Го́споди сил, поми́луй нас.
Хвали́те Бо́га во святы́х Его́, хвали́те Его́ во утверже́нии си́лы Его́.
Хвали́те Его́ на си́лах Его, хвали́те Его по мно́жеству вели́чествия Его.
Хвали́те Его́ во гла́се тру́бнем, хвали́те Его во псалти́ри и гу́слех.
Хвали́те Его́ в тимпа́не и ли́це, хвали́те Его во стру́нах и орга́не.
Хвали́те Его в кимва́лех доброгла́сных, хвали́те Его в кимва́лех восклица́ния: вся́кое дыха́ние да хва́лит Го́спода.
Сла́ва: Го́споди, а́ще не бы́хом святы́я Твоя́ име́ли моли́твенники, и благосты́ню Твою́, ми́лующую нас, ка́ко сме́ли бы́хом, Спа́се, пе́ти Тя, Его́же славосло́вят непреста́нно А́нгели? Сердцеве́дче, пощади́ ду́ши на́ша.
И ны́не: Мно́гая мно́жества мои́х, Богоро́дице, прегреше́ний, к Тебе́ прибего́х, Чи́стая, спасе́ния тре́буя: посети́ немощству́ющую мою ду́шу, и моли́ Сы́на Твоего́, и Бо́га на́шего, да́ти ми оставле́ние, я́же соде́ях лю́тых, еди́на Благослове́нная.
Всесвята́я Богоро́дице, во вре́мя живота́ моего́ не оста́ви мене́, челове́ческому предста́тельству не вве́ри мя: но Сама́ заступи́ и поми́луй мя.

Все упова́ние мое́ на Тя возлага́ю, Ма́ти Бо́жия, сохрани́ мя под кро́вом Твои́м.
В случае полиелейного праздника вместо этих песнопений читается Кондак святому
- Чтец: Господи, помилуй (40 раз), далее: «И́же на вся́кое вре́мя и на вся́кий час…» «Го́споди поми́луй» (трижды) «Сла́ва… И ны́не…» «Честне́йшую херуви́м…» «И́менем Госпо́дним благослови́, о́тче»
- Священник: «Бо́же, уще́дри ны…» и Молитву Ефрема Сирина с четырьмя земными и двенадцатью поясными поклонами
- Чтец: «Ами́нь». Трисвято́е — по «О́тче наш…», «Го́споди поми́луй» − 12 раз, «Нескве́рная, небла́зная, нетле́нная, Пречи́стая…», «И даждь нам Влады́ко на сон гряду́щим поко́й те́ла и души́…», «Пресла́вная Присноде́ва, Ма́ти Христа́ Бо́га…», «Упова́ние мое́ Оте́ц…»
- Священник: «Сла́ва Тебе́, Христе́ Бо́же, Упова́ние на́ше сла́ва Тебе́»
- Хор: «Сла́ва… И ны́не…» «Го́споди поми́луй» — трижды, «Благослови́»
- Священник становится на амвоне на колени лицом к народу и читает первую молитву-прошение Литии: «Влады́ко многоми́лостиве, Го́споди Иису́се Христе́ Бо́же наш…»
- Продолжая стоять на коленях, священник испрашивает прощение: «Благослови́те, отцы́ святи́и, бра́тья и се́стры и прости́те ми гре́шному вся, ели́ка согреши́х в сей день: де́лом, сло́вом и помышле́нием.»
- Народ отвечает: «Бог да прости́т тя, о́тче честны́й, помоли́сь и о нас гре́шных.»
- Священник: «Благода́тию и человеколю́бием свои́ми Бог да прости́т и поми́лует всех нас», и повернувшись к алтарю на амвоне произносит Заключительную ектению и отпуст
- Краткое наставление

Изначально Великое повечерие совершалось отдельно от других служб. И теперь может совершаться отдельно — в установленные Типиконом дни Сырной седмицы и в дни Великого поста. За первые четыре дня Великого поста на великом повечерии прочитывается весь великий покаянный канон преподобного Андрея Критского.
Может быть в составе праздничного всенощного бдения, где соединяется с литиёй: на праздники Рождества Христова и Богоявления — в какой бы день они ни прилучились; на Благовещение, если оно случится в те дни Великого поста, когда положено совершать великое повечерие (в седмичные дни, в Субботу акафиста, в Лазареву субботу, в Великий вторник, Великую среду и Великий четверг (Типикон 25 и 26 марта); на храмовые праздники, если они придутся в субботу 1-й седмицы и во вторник — субботу 2-й — 6-й седмиц Великого поста (Типикон, Храмовые главы 32, 35).

## Малое повечерие
Во все прочие дни, по Уставу, должно совершаться малое повечерие, представляющее собой значительное сокращение великого. Согласно Уставу, должно совершаться вслед за вечерней. В отдельные дни Устав указывает совершать малое повечерие келейно. Малое повечерие (также и полунощницу) предписано совершать даже в дни великих праздников, если в храме по какой-либо причине нет Всенощного бдения (для этой цели в октоихе на воскресных службах всех восьми гласов приводятся специальные каноны, пое́мые на повечерии).

### Порядок совершения Малого повечерия
- Начальные молитвы
- «Господи, помилуй» (12 раз), «Слава Отцу и Сыну и Святому Духу, и ныне и присно и во веки веков. Аминь.», «Прииди́те, поклони́мся Царе́ви на́шему Бо́гу» — трижды с поклонами, псалом 50: «Помилуй мя Боже…», псалом 69: «Боже, в помощь мою вонми́…», псалом 142: «Господи, услыши молитву мою, внуши моление мое во Истине Твоей…»[11], Славословие: «Слава в Вышних Богу, и на земли мир, в человецех благоволение…», «Сподоби Господи в нощь сию без греха сохранитися нам…», Никео-Цареградский Символ веры, Каноны, Достойно есть, Трисвятое по Отче наш.
- Возглас священника: «Яко Твое есть Царство…»
- Хор поёт тропари: храма, дня седмицы, празднуемых святых, заупокойный и богородичен
- Чтец: «Господи, помилуй» (40 раз), «Иже на всякое время и на всякий час…» «Господи помилуй» (трижды) «Слава… И ныне…» «Честнейшую херувим…» «Именем Господним благослови, отче»
- и далее всё окончание как на Великом повечерии.

В современной Русской Церкви, ввиду повсеместной практики сокращения богослужения, при которой непосредственно присоединяется служение утрени сразу после вечерни, малое повечерие де-факто вышло из богослужебного обихода, используется только в период пения триоди как на приходах, так и в большинстве монастырей; иногда совершается как братская служба после вечерней трапезы.
В период Пасхальной седмицы вместо малого повечерия должен совершаться Пасхальный час.